# Narathura alica
Narathura alica är en fjärilsart som beskrevs av Evans 1957. Narathura alica ingår i släktet Narathura och familjen juvelvingar. Inga underarter finns listade i Catalogue of Life.